# Temporada de challengers da WTA de 2016
A temporada de challengers da WTA de 2016 foi o circuito secundário das tenistas profissionais organizado pela Associação de Tênis Feminino (WTA) para o ano em questão. O análogo masculino é o ATP Challenger Tour, e define-se como transição ao tênis de elite.
Situa-se abaixo do calendário principal e acima do circuito feminino da ITF.

## Calendário

### Países
| Torneios | País(es)        | País(es)        |
| -------- | --------------- | --------------- |
| 2        | Estados Unidos  | Estados Unidos  |
| 1        | China · Croácia | França · Taiwan |

### Mudanças
- Torneio(s):
  - Debutantes: Bol, Honolulu e San Antonio;
  - Extintos[nota 1]: Carlsbad e Nanchang.

### Semana a semana

#### Legenda
Abaixo estão exemplos, com explicações usando o elemento dica de contexto. Basta passar o cursor sobre cada linha pontilhada para lê-las.
| Semana de     | Torneio                                                                                    | Campeã(s)             | Vice-campeã(s)        | Resultado        |
| ------------- | ------------------------------------------------------------------------------------------ | --------------------- | --------------------- | ---------------- |
| 29 de outubro | OEC Taipei WTA Ladies Open · Taipé, Taiwan · US$ 125.000 – carpete (coberto) – 32S•16Q•16D | jogadora 1            | jogadora 2            | 7–61, 56–7, 6–4  |
| 29 de outubro | OEC Taipei WTA Ladies Open · Taipé, Taiwan · US$ 125.000 – carpete (coberto) – 32S•16Q•16D | jogadora 3 jogadora 4 | jogadora 5 jogadora 6 | 4–6, 6–4, [11–9] |

| Ordenação dos torneios | Quando mais de um torneio acontecer durante a semana: 1. Cidade (A-Z) |

| Ícones | Clicável      |                                        |                                           |
| Ícones | Clicável      | edição do torneio                      |                                           |
| Ícones | Não-clicáveis |                                        | primeiro título conquistado na modalidade |
| Ícones | Não-clicáveis | o(a) jogador(a)/país defendeu o título |                                           |

#### Torneios
| Semana de      | Torneio                                                                                | Campeã(s)                                                        | Vice-campeã(s)                                                   | Resultado                                                        |
| -------------- | -------------------------------------------------------------------------------------- | ---------------------------------------------------------------- | ---------------------------------------------------------------- | ---------------------------------------------------------------- |
| 14 de março    | San Antonio Open San Antonio, Estados Unidos US$ 125.000 – duro – 32S•8D               | Misaki Doi                                                       | Anna-Lena Friedsam                                               | 6–4, 6–2                                                         |
| 14 de março    | San Antonio Open San Antonio, Estados Unidos US$ 125.000 – duro – 32S•8D               | Anna-Lena Grönefeld Nicole Melichar                              | Klaudia Jans-Ignacik Anastasia Rodionova                         | 6–1, 6–3                                                         |
| 9 de maio      | Empire State Open West Hempstead, Estados Unidos US$ 125.000 – saibro – 32S•16Q•16D    | Cancelado                                                        | Cancelado                                                        | Cancelado                                                        |
| 30 de maio     | Bol Open Bol, Croácia US$ 125.000 – saibro – 32S•6Q•12D                                | Mandy Minella                                                    | Polona Hercog                                                    | 6–2, 6–3                                                         |
| 30 de maio     | Bol Open Bol, Croácia US$ 125.000 – saibro – 32S•6Q•12D                                | Xenia Knoll Petra Martić                                         | Raluca Olaru İpek Soylu                                          | 6–3, 6–2                                                         |
| 5 de setembro  | Dalian Women's Tennis Open Dalian, China US$ 125.000 – duro – 32S•16Q•16D              | Kristýna Plíšková                                                | Misa Eguchi                                                      | 7–5, 4–6, 2–5, ab.                                               |
| 5 de setembro  | Dalian Women's Tennis Open Dalian, China US$ 125.000 – duro – 32S•16Q•16D              | Lee Ya-hsuan Kotomi Takahata                                     | Nicha Lertpitaksinchai Jessy Rompies                             | 6–2, 6–1                                                         |
| 7 de novembro  | EA Hua Hin WTA 125 Series Hua Hin, Tailândia US$ 125.000 – duro – 32S•16Q•16D          | Cancelado devido à morte do rei da Tailândia, Bhumibol Adulyadej | Cancelado devido à morte do rei da Tailândia, Bhumibol Adulyadej | Cancelado devido à morte do rei da Tailândia, Bhumibol Adulyadej |
| 14 de novembro | Engie Open de Limoges Limoges, França US$ 125.000 – duro (coberto) – 32S•11Q•8D        | Ekaterina Alexandrova                                            | Caroline Garcia                                                  | 6–4, 6–0                                                         |
| 14 de novembro | Engie Open de Limoges Limoges, França US$ 125.000 – duro (coberto) – 32S•11Q•8D        | Elise Mertens · Mandy Minella                                    | Anna Smith Renata Voráčová                                       | 6–4, 6–4                                                         |
| 14 de novembro | OEC Taipei WTA Ladies Open Taipé, Taiwan US$ 125.000 – carpete (coberto) – 32S•16Q•16D | Evgeniya Rodina                                                  | Chang Kai-chen                                                   | 6–4, 6–3                                                         |
| 14 de novembro | OEC Taipei WTA Ladies Open Taipé, Taiwan US$ 125.000 – carpete (coberto) – 32S•16Q•16D | Natela Dzalamidze Veronika Kudermetova                           | Chang Kai-chen Chuang Chia-jung                                  | 4–6, 6–3, [10–5]                                                 |
| 21 de novembro | Hawaii Open Honolulu, Estados Unidos US$ 125.000 – duro – 32S•8Q•8D                    | Catherine Bellis                                                 | Zhang Shuai                                                      | 6–4, 6–2                                                         |
| 21 de novembro | Hawaii Open Honolulu, Estados Unidos US$ 125.000 – duro – 32S•8Q•8D                    | Eri Hozumi Miyu Kato                                             | Nicole Gibbs Asia Muhammad                                       | 36–7, 6–3, [10–8]                                                |

## Distribuição de pontos
A distribuição de pontos para torneios 125K em 2016 foi definida:
| Evento                                       | T   | F  | SF | QF | R16 | R32 | R64 | R128 | Q | Q3 | Q2 | Q1 |
| -------------------------------------------- | --- | -- | -- | -- | --- | --- | --- | ---- | - | -- | -- | -- |
| Simples + H: 32 principal, 16 qualificatório | 160 | 95 | 57 | 29 | 15  | 1   | –   | –    | 6 | –  | 4  | 1  |
| Simples + H: 32 principal, 8 qualificatório  | 160 | 95 | 57 | 29 | 15  | 1   | –   | –    | 6 | –  | 4  | 1  |
| Duplas + H: 16                               | 160 | 95 | 57 | 29 | 1   | –   | –   | –    | – | –  | –  | –  |
| Duplas + H: 8                                | 160 | 95 | 57 | 1  | –   | –   | –   | –    | – | –  | –  | –  |